# Euskelozaur
Euskelozaur (Euskelosaurus browni) – należy do rodziny plateozaurów (Plateosauridae). Prozauropod pokrewny plateozaurowi.
Gatunek E. browni został po raz pierwszy opisany przez Thomasa Henry’ego Huxleya w 1866 roku. Jego nazwa znaczy: jaszczur o dobrych nogach. Młodsze synonimy: Gigantoscelus, Orinosaurus.
Żył w okresie późnego triasu (ok. 227–210 mln lat temu) na terenach południowej Afryki. Jego szczątki znaleziono w Republice Południowej Afryki, Lesotho i Zimbabwe.
- długość: 9–12 m
- wysokość: 2,5–3 m
- waga: 1,8–4 t

Zęby euskelozaura były przystosowane do jedzenia mięsa i roślin.
Jego kości udowe były łukowato wygięte, tworząc w ten sposób dodatkową przestrzeń dla przewodu pokarmowego zdolnego do przetrawienia pokarmu roślinnego. Zakrzywiona kość udowa może znaczyć też, że jego nogi umieszczone były bezpośrednio pod ciałem. Opierając się na rozmiarach tego gada, naukowcy twierdzą, że euskelozaur przez większość czasu poruszał się na wszystkich czterech kończynach. Jednak mógł także stawać tylko na tylnych kończynach, na przykład gdy chciał sięgnąć po wyżej rosnącą roślinność.